# Întorsura Buzăului
Întorsura Buzăului' (ungarsk: Bodzaforduló ungarsk udtale: [ˈbodd͡zɒforduloː]) er en by i distriktet Covasna i Transsylvanien, Rumænien. Den administrerer tre landsbyer: Brădet (Bredét), Floroaia (Virágospatak) og Scrădoasa.
Byen har 8.332 (2021) indbyggere.

## Geografi
Byen ligger på venstre bred af Buzău-floden. Navnet betyder Buzău's Turning på rumænsk; den har fået sit navn efter at være placeret nær et stort sving, som floden tager. Floden løber oprindeligt mod nord, men tager et pludseligt sving mod sydøst nær byen.
Întorsura Buzăului ligger 750 moh. i en lavning, omgivet af Întorsurii-bjergene (ro), Ciucaș, og Masivul Siriu (ro). På grund af sin beliggenhed registrerer byen hvert år de laveste temperaturer i Rumænien.[kilde mangler]
Byen ligger ca. 40 km sydøst for distriktsbyen, Sfântu Gheorghe, og 33 km syd for Covasna. Den ligger ved nationalvejen DN10, som forbinder Brașov med Buzău. Denne vej passerer gennem Karpaterne og følger i det meste af sin længde Buzău-floden. Der er også en jernbane, der forbinder Brașov og Întorsura Buzăului, som går gennem Teliu-tunnelen (ro), der krydser Întorsurii-bjergene; med en længde på 4,369 km er dette den længste jernbanetunnel i Rumænien.